# Liste der denkmalgeschützten Objekte in Hainfeld (Niederösterreich)
Die Liste der denkmalgeschützten Objekte in Hainfeld enthält die 14 denkmalgeschützten, unbeweglichen Objekte der Gemeinde Hainfeld im niederösterreichischen Bezirk Lilienfeld.

## Denkmäler
| Foto |                 | Denkmal                                                                           | Standort                                            | Beschreibung | Metadaten |
| ---- | --------------- | --------------------------------------------------------------------------------- | --------------------------------------------------- | --- | --- |
| ja   | Datei hochladen | Friedhofskreuz HERIS-ID: 27647 Objekt-ID: 24184                                   | Dreikreuzstraße 10, in der Nähe Standort KG: Gölsen | Das Friedhofskreuz in Gölsen wird auf 1903 datiert. | BDA-Hist.: Q37912637 Status: § 2a Stand der BDA-Liste: 2025-06-30 Name: Friedhofskreuz GstNr.: 21/2 Friedhof Rohrbach an der Gölsen                            |
| ja   | Datei hochladen | Torbau HERIS-ID: 27648 Objekt-ID: 24185                                           | Standort KG: Gölsen                                 | Der Friedhof in Gölsen ist durch ein Pfeilerportal mit Schmiedeeisentor zugänglich. | BDA-Hist.: Q37912660 Status: § 2a Stand der BDA-Liste: 2025-06-30 Name: Torbau GstNr.: 21/2 Friedhof Rohrbach an der Gölsen                                    |
| ja   | Datei hochladen | Aufbahrungshalle HERIS-ID: 27649 Objekt-ID: 24186                                 | Standort KG: Gölsen                                 | Die in neugotischen Formen ausgeführte Aufbahrungshalle weist unter anderem eine Maßwerkkreuzblume auf. | BDA-Hist.: Q37912677 Status: § 2a Stand der BDA-Liste: 2025-06-30 Name: Aufbahrungshalle GstNr.: 21/2 Friedhof Rohrbach an der Gölsen                          |
| ja   | Datei hochladen | Städtisches Freibad HERIS-ID: 27623 Objekt-ID: 24150                              | Badpromenade 27 Standort KG: Hainfeld               | Um 1930 errichtet, gerundeter Trakt zur Badpromenade mit Bandgesimsen, Sonnenterrasse mit attikaartiger Brüstung. | BDA-Hist.: Q37912472 Status: § 2a Stand der BDA-Liste: 2025-06-30 Name: Städtisches Freibad GstNr.: .14                                                        |
| ja   | Datei hochladen | Kath. Pfarrkirche hl. Andreas und ehem. Friedhof HERIS-ID: 27628 Objekt-ID: 24155 | Feldgasse 36 Standort KG: Hainfeld                  | Vermutlich über älterem Vorgängerbau errichteter gotischer zweischiffiger Bau mit Anbauten. Chor mit 5/8-Schluss und südlicher Seitenkapelle sowie wuchtiger Westturm. Um 1120 Gründung einer Eigenkirche der steirischen Ottokare, 1161 urkundlich an das Stift Göttweig. | BDA-Hist.: Q37912509 Status: § 2a Stand der BDA-Liste: 2025-06-30 Name: Kath. Pfarrkirche hl. Andreas und ehem. Friedhof GstNr.: .51, 325 Kirche Hainfeld      |
| ja   | Datei hochladen | Pfarrhof HERIS-ID: 27640 Objekt-ID: 24177                                         | Feldgasse 36 Standort KG: Hainfeld                  | Im Kern 16. Jahrhundert und Barock ausgebaut. In den Jahren 1977 bis 1979 zu einer U-förmiger Anlage erweitert. | BDA-Hist.: Q37912579 Status: Bescheid Stand der BDA-Liste: 2025-06-30 Name: Pfarrhof GstNr.: .52                                                               |
| ja   | Datei hochladen | Aufbahrungshalle HERIS-ID: 27632 Objekt-ID: 24159                                 | Friedhofgasse 3 Standort KG: Hainfeld               | Aus Platzmangel wurde 1899 in Hainfeld ein neuer Friedhof mit eigener Aufbahrungshalle angelegt. | BDA-Hist.: Q37912528 Status: § 2a Stand der BDA-Liste: 2025-06-30 Name: Aufbahrungshalle GstNr.: 311/4                                                         |
| ja   | Datei hochladen | Rathaus HERIS-ID: 27625 Objekt-ID: 24152                                          | Hauptstraße 5 Standort KG: Hainfeld                 | Das Hainfelder Rathaus wurde 1906 in späthistoristischen und Heimatstilformen errichtet. | BDA-Hist.: Q37912493 Status: § 2a Stand der BDA-Liste: 2025-06-30 Name: Rathaus GstNr.: .63 Rathaus Hainfeld                                                   |
| ja   | Datei hochladen | Amtsgebäude HERIS-ID: 27652 Objekt-ID: 24189                                      | Wiener Straße 16 Standort KG: Hainfeld              | Ein zweigeschoßiger Bau mit Mittelrisalit und historistischem Putzdekor, der um 1870/80 errichtet wurde. | BDA-Hist.: Q37912693 Status: § 2a Stand der BDA-Liste: 2025-06-30 Name: Amtsgebäude GstNr.: .108                                                               |
| ja   | Datei hochladen | Brauhaus HERIS-ID: 27619 Objekt-ID: 24146                                         | Wiener Straße 8 Standort KG: Hainfeld               | Eine zweigeschoßige Anlage mit einer Kernsubstanz aus dem 16./17. Jahrhundert. Eine erste Braugerechtigkeit findet sich seit 1752, das erste Bier wurde fünf Jahre später gebraut. 1808 erwarb Karolus Johannes Riedmüller die Brauerei, seine Brüder kauften sich in den Brauereien Wieselburg und Waidhofen an der Ybbs ein. Nach der Verabschiedung des Hainfelder Programmes, bei der auch Hainfelder Bier gereicht wurde, erreichte das Bier überregionale Beliebtheit. 1945 war die Brauerei zerstört, der Betrieb konnte erst 1951 wieder aufgenommen werden. | BDA-Hist.: Q37912424 Status: Bescheid Stand der BDA-Liste: 2025-06-30 Name: Brauhaus GstNr.: .2/1                                                              |
| ja   | Datei hochladen | Figurenbildstock hl. Johannes Nepomuk HERIS-ID: 27622 Objekt-ID: 24149            | Wiener Straße 18, in der Nähe Standort KG: Hainfeld | Sockel bezeichnet 1763, bei der Brücke in der Wiener Straße. | BDA-Hist.: Q37912455 Status: § 2a Stand der BDA-Liste: 2025-06-30 Name: Figurenbildstock hl. Johannes Nepomuk GstNr.: 32/1 Statue of John of Nepomuk, Hainfeld |
| ja   | Datei hochladen | Grabdenkmal Girtschall HERIS-ID: 27642 Objekt-ID: 24179                           | Friedhofgasse 1 Standort KG: Hainfeld               | Statue des Unternehmers und Besitzers des Auwerks in Gölsen aus dem Jahr 1909. | BDA-Hist.: Q37912597 Status: § 2a Stand der BDA-Liste: 2025-06-30 Name: Grabdenkmal Girtschall GstNr.: 311/4                                                   |
| ja   | Datei hochladen | Mausoleum Hartmann HERIS-ID: 27643 Objekt-ID: 24180                               | Standort KG: Hainfeld                               | Um 1895 errichtet, neogotische Grabkapelle mit 5/8-Schluss, Strebepfeilern und spitzbogigen Maßwerkfenstern. | BDA-Hist.: Q37912617 Status: § 2a Stand der BDA-Liste: 2025-06-30 Name: Mausoleum Hartmann GstNr.: 310/2                                                       |
| ja   | Datei hochladen | Eisenbetonfachwerkbrücke über die Gölsen HERIS-ID: 67813 Objekt-ID: 80794         | Uferweg 10, bei Standort KG: Ob der Kirche          | Betonfachwerkbrücke mit Brüstungspfeilern, die anlässlich der Flussregulierung mit der Wehranlage in den 1920er Jahren errichtet wurde. | BDA-Hist.: Q38117652 Status: § 2a Stand der BDA-Liste: 2025-06-30 Name: Eisenbetonfachwerkbrücke über die Gölsen GstNr.: 302/8, 302/10, 302/13                 |